# Eccellenza Friuli-Venezia Giulia 2005-2006
Il campionato italiano di calcio di Eccellenza regionale 2005-2006 è stato il quindicesimo organizzato in Italia. Rappresenta il sesto livello del calcio italiano.
Questo è il girone organizzato dal comitato regionale della regione Friuli-Venezia Giulia.

## Stagione
Al campionato di Eccellenza del Friuli Venezia Giulia 2005-06 partecipano 16 squadre:
- 11 hanno mantenuto la categoria: Azzanese, Capriva, Gonars, Monfalcone, Pro Gorizia, San Daniele, Sarone, Sevegliano, Tolmezzo, Union 91 e Vesna
- 1 è stata retrocessa dalla Serie D : Pro Romans
- 4 sono state promosse dalla Promozione : Tricesimo e Muggia (vincitrici dei gironi) più Pordenone e San Daniele dai play-off

## Squadre partecipanti
| Squadra                   | Città (provincia)                         |
| ------------------------- | ----------------------------------------- |
| A.S. Azzanese             | Azzano Decimo (PN)                        |
| U.S.Capriva               | Capriva del Friuli (GO)                   |
| A.S. Comunale Gonars      | Gonars (UD)                               |
| A.C. Monfalcone           | Monfalcone (GO)                           |
| A.S. Muggia               | Muggia (TS)                               |
| A.C. Palmanova            | Palmanova (UD)                            |
| Pordenone Calcio          | Pordenone                                 |
| A.S. Pro Gorizia Calcio   | Gorizia                                   |
| A.C. Pro Romans           | Romans d'Isonzo (GO)                      |
| A.C. San Daniele          | San Daniele del Friuli (UD)               |
| A.S. Sarone               | Sarone di Caneva (PN)                     |
| U.S. Sevegliano           | Sevegliano di Bagnaria Arsa (UD)          |
| U.C. Prix Tolmezzo Carnia | Tolmezzo (UD)                             |
| A.S. Tricesimo            | Tricesimo (UD)                            |
| A.C. Union 91             | Percoto e Lauzacco di Pavia di Udine (UD) |
| S.S. Vesna                | Santa Croce di Trieste                    |

### Classifica finale
|  | Pos. | Squadra     | Pt | G  | V  | N  | P  | GF | GS | DR  |
|  | ---- | ----------- | -- | -- | -- | -- | -- | -- | -- | --- |
|  | 1.   | Pordenone   | 64 | 30 | 20 | 4  | 6  | 50 | 17 | +33 |
|  | 2.   | Sevegliano  | 53 | 30 | 15 | 8  | 7  | 40 | 25 | +15 |
|  | 3.   | Palmanova   | 48 | 30 | 13 | 9  | 8  | 41 | 37 | +4  |
|  | 4.   | Vesna       | 45 | 30 | 12 | 9  | 9  | 34 | 24 | +10 |
|  | 5.   | Tricesimo   | 42 | 30 | 12 | 6  | 12 | 37 | 34 | +3  |
|  | 6.   | Pro Romans  | 42 | 30 | 11 | 9  | 10 | 33 | 35 | -2  |
|  | 7.   | Monfalcone  | 40 | 30 | 10 | 10 | 10 | 23 | 22 | +1  |
|  | 8.   | Gonars      | 39 | 30 | 9  | 12 | 9  | 33 | 32 | +1  |
|  | 9.   | Sarone      | 39 | 30 | 11 | 6  | 13 | 30 | 35 | -5  |
|  | 10.  | Azzanese    | 38 | 30 | 9  | 11 | 10 | 41 | 39 | +2  |
|  | 11.  | Union 91    | 38 | 30 | 10 | 8  | 12 | 33 | 40 | -7  |
|  | 12.  | Muggia      | 37 | 30 | 9  | 10 | 11 | 32 | 35 | -3  |
|  | 13.  | Tolmezzo    | 35 | 30 | 8  | 11 | 11 | 32 | 44 | -12 |
|  | 14.  | Capriva     | 33 | 30 | 8  | 9  | 13 | 27 | 39 | -12 |
|  | 15.  | San Daniele | 32 | 30 | 7  | 11 | 12 | 23 | 32 | -9  |
|  | 16.  | Pro Gorizia | 24 | 30 | 5  | 9  | 16 | 20 | 39 | -19 |

## Risultati

### Calendario
| andata       | 1ª giornata           | ritorno      |
| 18 set. 2005 |                       | 15 gen. 2006 |
| 2-3          | Azzanese-Tricesimo    | 1-1          |
| 1-1          | Capriva-Tolmezzo      | 3-1          |
| 2-0          | Muggia-Sevegliano     | 0-2          |
| 1-0          | Palmanova-San Daniele | 0-0          |
| 0-0          | Pro Gorizia-Gonars    | 0-2          |
| 0-2          | Pro Romans-Pordenone  | 1-2          |
| 2-2          | Union 91-Monfalcone   | 1-0          |
| 1-0          | Vesna-Sarone          | 1-0          |

| andata      | 4ª giornata          | ritorno     |
| 9 ott. 2005 |                      | 5 feb. 2006 |
| 1-1         | Gonars-Pro Romans    | 1-1         |
| 1-0         | Monfalcone-Azzanese  | 1-2         |
| 1-0         | Pordenone-Tolmezzo   | 3-1         |
| 1-2         | Sarone-Muggia        | 1-0         |
| 1-1         | Sevegliano-Capriva   | 1-0         |
| 1-4         | Tricesimo-Palmanova  | 2-1         |
| 3-1         | Union 91-San Daniele | 1-1         |
| 2-0         | Vesna-Pro Gorizia    | 2-0         |

| andata       | 7ª giornata           | ritorno      |
| 30 ott. 2005 |                       | 26 feb. 2006 |
| 3-0          | Azzanese-Union 91     | 2-3          |
| 1-1          | Capriva-Sarone        | 2-0          |
| 2-1          | Muggia-Pro Gorizia    | 0-0          |
| 2-1          | Palmanova-Monfalcone  | 0-1          |
| 0-0          | Pordenone-Sevegliano  | 1-2          |
| 1-0          | Tolmezzo-Gonars       | 0-1          |
| 0-2          | Pro Romans-Vesna      | 1-1          |
| 1-1          | San Daniele-Tricesimo | 0-0          |

| andata       | 10ª giornata         | ritorno      |
| 20 nov. 2005 |                      | 19 mar. 2006 |
| 2-0          | Azzanese-San Daniele | 1-1          |
| 0-2          | Gonars-Sevegliano    | 1-1          |
| 1-0          | Monfalcone-Tricesimo | 1-0          |
| 0-1          | Muggia-Pro Romans    | 3-0          |
| 0-2          | Pro Gorizia-Capriva  | 0-0          |
| 1-0          | Sarone-Pordenone     | 0-4          |
| 1-2          | Union 91-Palmanova   | 0-0          |
| 1-0          | Vesna-Tolmezzo       | 0-1          |

| andata       | 13ª giornata           | ritorno      |
| 11 dic. 2005 |                        | 26 apr. 2006 |
| 0-3          | Capriva-Pro Romans     | 1-1          |
| 1-2          | Gonars-Sarone          | 2-0          |
| 1-0          | Palmanova-Azzanese     | 2-2          |
| 2-0          | Pordenone-Pro Gorizia  | 1-0          |
| 0-0          | Tolmezzo-Muggia        | 1-1          |
| 0-1          | San Daniele-Monfalcone | 0-0          |
| 1-0          | Sevegliano-Vesna       | 3-3          |
| 0-0          | Tricesimo-Union 91     | 3-1          |

| andata       | 2ª giornata            | ritorno      |
| 25 set. 2005 |                        | 22 gen. 2006 |
| 1-2          | Gonars-Muggia          | 3-3          |
| 2-0          | Monfalcone-Pro Gorizia | 0-1          |
| 0-1          | Pordenone-Capriva      | 3-2          |
| 0-3          | Tolmezzo-Palmanova     | 2-5          |
| 2-0          | San Daniele-Vesna      | 0-0          |
| 2-0          | Sarone-Union 91        | 1-3          |
| 3-0          | Sevegliano-Azzanese    | 1-1          |
| 4-1          | Tricesimo-Pro Romans   | 0-1          |

| andata       | 5ª giornata           | ritorno      |
| 16 ott. 2005 |                       | 12 feb. 2006 |
| 0-0          | Azzanese-Sarone       | 2-2          |
| 1-0          | Capriva-Gonars        | 1-3          |
| 1-1          | Muggia-Vesna          | 0-0          |
| 0-1          | Palmanova-Sevegliano  | 2-3          |
| 2-1          | Tolmezzo-Tricesimo    | 1-0          |
| 2-1          | Pro Gorizia-Union 91  | 3-1          |
| 0-2          | Pro Romans-Monfalcone | 1-0          |
| 0-2          | San Daniele-Pordenone | 0-3          |

| andata      | 8ª giornata          | ritorno     |
| 6 nov. 2005 |                      | 5 mar. 2006 |
| 1-0         | Gonars-Pordenone     | 1-1         |
| 3-0         | Monfalcone-Tolmezzo  | 1-1         |
| 0-1         | Muggia-San Daniele   | 1-3         |
| 2-2         | Pro Gorizia-Azzanese | 0-1         |
| 2-2         | Sarone-Palmanova     | 0-1         |
| 0-1         | Sevegliano-Tricesimo | 1-3         |
| 1-2         | Union 91-Pro Romans  | 1-0         |
| 4-0         | Vesna-Capriva        | 0-1         |

| andata       | 11ª giornata          | ritorno      |
| 27 nov. 2005 |                       | 26 mar. 2006 |
| 1-1          | Capriva-Muggia        | 0-2          |
| 2-1          | Palmanova-Pro Gorizia | 1-1          |
| 4-2          | Pordenone-Vesna       | 3-0          |
| 2-2          | Tolmezzo-Union 91     | 0-2          |
| 0-2          | Pro Romans-Azzanese   | 1-1          |
| 1-1          | San Daniele-Gonars    | 1-1          |
| 2-0          | Sevegliano-Monfalcone | 1-1          |
| 1-2          | Tricesimo-Sarone      | 1-1          |

| andata       | 14ª giornata          | ritorno      |
| 18 dic. 2005 |                       | 23 apr. 2006 |
| 1-1          | Azzanese-Tolmezzo     | 2-2          |
| 2-0          | Capriva-San Daniele   | 1-2          |
| 1-0          | Muggia-Pordenone      | 0-3          |
| 1-0          | Pro Gorizia-Tricesimo | 0-1          |
| 3-0          | Pro Romans-Palmanova  | 1-0          |
| 2-1          | Sarone-Monfalcone     | 0-0          |
| 2-0          | Union 91-Sevegliano   | 1-0          |
| 0-0          | Vesna-Gonars          | 0-2          |

| andata      | 3ª giornata           | ritorno      |
| 2 ott. 2005 |                       | 29 gen. 2006 |
| 1-1         | Azzanese-Gonars       | 4-2          |
| 1-2         | Capriva-Tricesimo     | 1-4          |
| 0-0         | Muggia-Monfalcone     | 0-1          |
| 1-1         | Palmanova-Pordenone   | 0-3          |
| 0-2         | Pro Gorizia-Sarone    | 1-2          |
| 0-3         | Pro Romans-Sevegliano | 1-1          |
| 0-1         | San Daniele-Tolmezzo  | 0-0          |
| 0-2         | Union 91-Vesna        | 1-2          |

| andata       | 6ª giornata             | ritorno      |
| 23 ott. 2005 |                         | 19 feb. 2006 |
| 2-3          | Gonars-Palmanova        | 1-2          |
| 1-0          | Monfalcone-Capriva      | 1-0          |
| 1-2          | Pro Gorizia-San Daniele | 1-0          |
| 2-0          | Sarone-Pro Romans       | 0-1          |
| 1-2          | Sevegliano-Tolmezzo     | 3-1          |
| 3-1          | Tricesimo-Pordenone     | 0-1          |
| 2-2          | Union 91-Muggia         | 0-2          |
| 4-0          | Vesna-Azzanese          | 1-0          |

| andata       | 9ª giornata            | ritorno      |
| 13 nov. 2005 |                        | 12 mar. 2006 |
| 3-0          | Azzanese-Muggia        | 1-0          |
| 0-1          | Capriva-Union 91       | 0-0          |
| 1-0          | Palmanova-Vesna        | 1-1          |
| 0-0          | Pordenone-Monfalcone   | 1-0          |
| 1-0          | Tolmezzo-Sarone        | 1-4          |
| 0-0          | Pro Romans-Pro Gorizia | 3-1          |
| 1-0          | San Daniele-Sevegliano | 0-1          |
| 0-1          | Tricesimo-Gonars       | 1-2          |

| andata      | 12ª giornata           | ritorno     |
| 4 dic. 2005 |                        | 2 apr. 2006 |
| 4-1         | Azzanese-Capriva       | 1-2         |
| 0-0         | Monfalcone-Gonars      | 0-1         |
| 2-2         | Muggia-Palmanova       | 0-3         |
| 1-1         | Pro Gorizia-Tolmezzo   | 2-2         |
| 2-2         | Pro Romans-San Daniele | 3-1         |
| 0-2         | Sarone-Sevegliano      | 0-1         |
| 0-1         | Union 91-Pordenone     | 0-4         |
| 0-0         | Vesna-Tricesimo        | 0-1         |

| andata      | 15ª giornata           | ritorno      |
| 8 gen. 2006 |                        | 30 apr. 2006 |
| 1-1         | Gonars-Union 91        | 0-2          |
| 0-0         | Monfalcone-Vesna       | 1-4          |
| 0-0         | Palmanova-Capriva      | 1-0          |
| 1-0         | Pordenone-Azzanese     | 2-0          |
| 0-3         | Tolmezzo-Pro Romans    | 1-1          |
| 2-0         | San Daniele-Sarone     | 1-2          |
| 2-1         | Tricesimo-Muggia       | 1-4          |
| 0-0         | Sevegliano-Pro Gorizia | 3-1          |

## Play-off nazionali

### Primo turno
| Arbitro: | Merchiori (Ferrara) |

|  |           |                             |
|  | Marcatori | 74’ (rig.) Valeriano Fiorin |

| Arbitro: | Cisaria (Trento) |

|               |           |                          |
| Zuin 61’, 80’ | Marcatori | 51’ Fierro 73’ Magarotto |

## Fase Regionale Coppa Italia Dilettanti
La coppa è stata vinta dal Muggia che in finale ha battuto il Pordenone (1-1 al 90', 5-3 dopo i tiri di rigore)